# Nazionale femminile di pallacanestro della Polonia
La nazionale di pallacanestro femminile della Polonia è la selezione delle migliori giocatrici di pallacanestro di nazionalità polacca, e rappresenta la Polonia nelle competizioni internazionali femminili di pallacanestro organizzate dalla FIBA. È gestita dalla Federazione cestistica della Polonia (PZKosz.).

## Storia
Nella FIBA dal 1934, alle Olimpiadi, la rappresentativa polacca ha partecipato, fino ad ora, solamente ai Giochi olimpici di Sydney 2000, arrivando all'ottavo posto.
Ai mondiali vanta 3 partecipazioni con un quinto posto come miglior piazzamento.
Agli europei, la selezione femminile risulta essere, al contrario della rappresentativa maschile, una delle squadre più vittoriose, forte delle 5 medaglie conquistate, tra le quali spicca il prestigioso oro del 1999.

## Piazzamenti

### Olimpiadi
- 2000 - 8°

### Campionati del mondo
- 1959 - 5°
- 1983 - 7°
- 1994 - 13°

### Campionati europei
- 1938 -  3°
- 1950 - 6°
- 1952 - 5°
- 1956 - 5°
- 1958 - 5°

- 1960 - 4°
- 1962 - 6°
- 1964 - 5°
- 1966 - 8°
- 1968 -  3°

- 1970 - 6°
- 1972 - 9°
- 1974 - 9°
- 1976 - 6°
- 1978 - 5°

- 1980 -  2°
- 1981 -  2°
- 1983 - 7°
- 1985 - 5°
- 1987 - 10°

- 1991 - 6°
- 1993 - 5°
- 1999 -  1°
- 2001 - 6°
- 2003 - 4°

- 2005 - 7°
- 2009 - 9°
- 2011 - 11°
- 2015 - 18°

## Formazioni

### Olimpiadi
Pallacanestro ai Giochi della XXVII Olimpiade - Torneo femminile4 Cupryś, 5 Szymańska-Lara, 6 Koryzna, 7 Wróbel, 8 Nowak, 9 Mądra, 10 Bukowska, 11 Wlaźlak, 12 M. Dydek, 13 Czepiec, 14 K. Dydek, 15 Wielebnowska,        All. Tomasz Herkt

### Mondiali
Campionato mondiale femminile di pallacanestro 19593 Siwek, 4 Kowalczyk, 5 Rospondek, 6 Gruszczyńska, 7 Smorawińska, 8 Beyer, 9 Widurska, 10 Miguła, 11 Pabjańczyk, 12 Kapałczyńska, 13 Twardosz, 14 Szostak,        All. Florian Grzechowiak
Campionato mondiale femminile di pallacanestro 19834 Zagórska, 5 Konwent, 6 Janowicz, 7 Kępka, 8 Pawlak, 9 Linka, 10 Kozera, 11 Jaworska, 12 B. Wołujewicz, 13 Niemiec, 14 M. Wołujewicz, 15 Wyka,        All. Tadeusz Huciński
Campionato mondiale femminile di pallacanestro 19944 Frąszczak, 5 Głaszcz, 6 Wlaźlak, 7 Krupska, 8 Jaroszewicz, 9 Poźniak, 10 Nowak, 11 Słabęcka, 12 Dydek, 13 Olęcka, 14 Wołujewicz, 15 Portianko,        All. Tadeusz Huciński

### Europei
Campionato europeo femminile di pallacanestro 1938Bruszkiewicz, Brzustowska, Filipiak, Głażewska, Gruszczyńska, Holfeier, Jaśnikowska, Kamecka, Wardyńska, Wiszniewska, Woynarowska, All. Mieczysław Piotrowski
Campionato europeo femminile di pallacanestro 19503 Czopek, 4 I. Kamecka, 5 Mamińska, 6 Gruszczyńska, 7 M. Kamecka, 8 Dziadkiewicz, 9 Wardyńska, 10 Peters, 11 Węgrzynowicz, 12 Rogowska, 13 Parszniak, 14 Tkaczyk,        All. Walenty Kłyszejko
Campionato europeo femminile di pallacanestro 19523 Kowalówka, 4 Zakrzewska, 5 Mamińska, 6 Czopek, 7 Kamecka, 8 Beyer, 9 Łaptaś, 10 Kowalczyk, 11 Silska, 12 Rogowska, 13 Pachlowa, 14 Parszniak, 18 Powicka, 19 Kapałczyńska,        All. Florian Grzechowiak
Campionato europeo femminile di pallacanestro 19563 Woluch, 4 Kowalczyk, 5 Konieczna, 6 Gruszczyńska, 7 Rogowska, 8 Beyer, 9 Widurska, 10 Miguła, 11 Kaczmarek, 12 Kapałczyńska, 13 Karska, 14 Loth, 15 Kłosińska, 16 Chłodzińska,        All. Florian Grzechowiak
Campionato europeo femminile di pallacanestro 19583 Chłodzińska, 4 Kowalczyk, 5 Lipowska, 6 Gruszczyńska, 7 Wężyk, 8 Beyer, 9 Szostak, 10 Szydłowska, 11 Kaczmarek, 12 Iwanow, 13 Karska, 14 Loth,        All. Jerzy Groyecki
Campionato europeo femminile di pallacanestro 19603 Smorawińska, 4 Twardosz, 5 Rospondek, 6 Szydłowska, 7 Wężyk, 8 Chłodzińska, 9 Szostak, 10 Miguła, 11 Kaczmarek, 12 Kapałczyńska, 13 Pabjańczyk, 14 Sikorzyńska,        All. Florian Grzechowiak
Campionato europeo femminile di pallacanestro 19624 Sarna, 5 Dalewska, 6 Szydłowska, 7 Wężyk, 8 Chłodzińska, 9 Szostak, 10 Miguła, 11 Wojtal, 12 Kłosińska, 13 Pabjańczyk, 14 Bogdanowicz, 15 Szymańska,        All. Janusz Patrzykont
Campionato europeo femminile di pallacanestro 19644 K. Pabjańczyk, 5 Rospondek, 6 Siwek, 7 Górka, 8 Chłodzińska, 9 Szostak, 10 Z. Pabjańczyk, 11 Kaczmarek, 12 Iwanow, 13 Wojtal, 14 Majde, 15 Chwastek,        All. Ludwik Miętta-Mikołajewicz
Campionato europeo femminile di pallacanestro 19664 K. Pabjańczyk, 5 Szostak, 6 Fromm, 7 Górka, 8 Mikulska, 9 Rospondek, 10 Z. Pabjańczyk, 11 Nizielska, 12 Iwanow, 13 Wojtal, 14 Majde, 15 Matejko,        All. Ludwik Miętta-Mikołajewicz
Campionato europeo femminile di pallacanestro 19684 Pabjańczyk, 5 Ptasińska, 6 Korbasińska, 7 Łuczyńska, 8 Nowak, 9 Rospondek, 10 Maliszewska, 11 Szymańska, 12 Mikulska, 13 Wojtal, 14 Majde, 15 Piernitzka,        All. Andrzej Pstrokoński
Campionato europeo femminile di pallacanestro 19704 Kaźmierczak, 5 Kaniewska, 6 Maliszewska, 7 Fromm, 8 Nowak, 9 Stróżyna, 10 Pabjańczyk, 11 Korbasińska, 12 Mikulska, 13 Wojtal, 14 Marciniak, 15 Piernitzka,        All. Andrzej Pstrokoński
Campionato europeo femminile di pallacanestro 19724 Wasielewska, 5 Kaniewska, 6 Strumiłło, 7 Smoleńska, 8 Nowak, 9 Stróżyna, 10 Fromm, 11 Żbikowska, 12 Pulkowska, 13 Wojtal, 14 Marciniak, 15 Biesiekierska,        All. Wincenty Wawro
Campionato europeo femminile di pallacanestro 19744 Kaluta, 5 Kaniewska, 6 Strumiłło, 7 Pietkiewicz, 8 Nowak, 9 Stróżyna, 10 Fromm, 11 Żbikowska, 12 Marciniak, 13 Biesiekierska, 14 Kałużna, 15 Wyka,        All. Zygmunt Olesiewicz
Campionato europeo femminile di pallacanestro 19764 Kaluta, 5 Fromm, 6 Strumiłło, 7 Berniak, 8 Walkowiak, 9 Bogdańska, 10 Linka, 11 Jóźwiak, 12 Gorzelana, 13 Biesiekierska, 14 Marciniak, 15 Wyka,        All. Zygmunt Olesiewicz
Campionato europeo femminile di pallacanestro 19784 Kaluta, 5 Fromm, 6 Strumiłło, 7 Berniak, 8 Jóźwiak, 9 Linka, 10 Zagórska, 11 Bogdańska, 12 Gorzelana, 13 Biesiekierska, 14 Komorowska, 15 Wyka,        All. Zygmunt Olesiewicz
Campionato europeo femminile di pallacanestro 19804 Komacka, 5 Pawlak, 6 Konwent, 7 Turska, 8 Gertchen, 9 Linka, 10 Kozera, 11 Jaworska, 12 Wołujewicz, 13 Janowska, 14 Komorowska, 15 Wyka,        All. Ludwik Miętta-Mikołajewicz
Campionato europeo femminile di pallacanestro 19814 Kosińska, 5 Starowicz, 6 Pawlak, 7 Turska, 8 Konwent, 9 Linka, 10 Kozera, 11 Jaworska, 12 Wołujewicz, 13 Janowska, 14 Komorowska, 15 Wyka,        All. Ludwik Miętta-Mikołajewicz
Campionato europeo femminile di pallacanestro 19834 Zagórska, 5 Konwent, 6 Janowicz, 7 Cała, 8 Pawlak, 9 Linka, 10 Kozera, 11 Jaworska, 12 Wołujewicz, 13 Niemiec, 14 Kępka, 15 Wyka,        All. Tadeusz Huciński
Campionato europeo femminile di pallacanestro 19854 Cała, 5 Jelonek, 6 Starowicz, 7 Konwent, 8 Pawlak, 9 Sidoruk, 10 Kępka, 11 Jaworska, 12 B. Wołujewicz, 13 Janowska, 14 M. Wołujewicz, 15 Janowicz,        All. Tadeusz Huciński
Campionato europeo femminile di pallacanestro 19874 Kubiak, 5 Jelonek, 6 Starowicz, 7 Grabowska, 8 Pawlak, 9 Turska, 10 Kozera, 11 Jaworska, 12 B. Wołujewicz, 13 Pabijasz, 14 M. Wołujewicz, 15 Storożyńska,        All. Tadeusz Huciński
Campionato europeo femminile di pallacanestro 19914 Frąszczak, 5 Najmowicz, 6 Storożyńska, 7 Mróz, 8 Pawlak, 9 Poźniak, 10 Dydek, 11 Jaworska, 12 Szymańska-Lara, 13 Kulwicka, 14 Wołujewicz, 15 Karpierz,        All. Tadeusz Huciński
Campionato europeo femminile di pallacanestro 19934 Frąszczak, 5 Głaszcz, 6 Wlaźlak, 7 Mróz, 8 Nowak, 9 Poźniak, 10 Portianko, 11 Szamyjer, 12 Godula, 13 Olęcka, 14 Wołujewicz, 15 Dydek,        All. Tadeusz Huciński
Campionato europeo femminile di pallacanestro 19994 Cupryś, 5 Szymańska-Lara, 6 Nowak, 7 Wróbel, 8 Mądra, 9 Jaroszewicz, 10 Bukowska, 11 Wlaźlak, 12 M. Dydek, 13 Czepiec, 14 K. Dydek, 15 Dulnik,        All. Tomasz Herkt
Campionato europeo femminile di pallacanestro 20014 Cupryś, 5 Koryzna, 6 Krupska, 7 Ciecierska, 8 Madejska, 9 Wróbel, 10 Bibrzycka, 11 Mróz, 12 M. Dydek, 13 Czepiec, 14 K. Dydek, 15 Pałka,        All. Tomasz Herkt
Campionato europeo femminile di pallacanestro 20034 Cupryś, 5 Szymańska-Lara, 6 Krupska, 7 Wlaźlak, 8 Koryzna, 9 Bibrzycka, 10 Nowak, 11 Mróz, 12 Dydek, 13 Kobryn, 14 Piestrzyńska, 15 Wielebnowska,        All. Tomasz Herkt
Campionato europeo femminile di pallacanestro 20054 Karpińska, 5 Nowacka, 6 Krupska, 7 Międzik, 9 Bibrzycka, 10 Nowak, 11 Szott, 12 Mrozińska, 13 Kobryn, 14 Tłumak, 15 Wielebnowska,        All. Arkadiusz Koniecki
Campionato europeo femminile di pallacanestro 20094 Karpińska, 5 Żurowska, 6 Mieloszyńska, 7 Nowacka, 8 Pawlak, 9 Bibrzycka, 10 Jarkowska, 11 Skobel, 12 Jeziorna, 13 Kobryn, 14 Piekarska, 15 Leciejewska,        All. Krzysztof Koziorowicz
Campionato europeo femminile di pallacanestro 20114 Czubak, 5 Pietrzak, 6 Pawlak, 7 Szott, 8 Żurowska, 9 Babicka, 11 Międzik, 12 Gulak, 13 Kobryn, 14 Piekarska, 15 Chomać, 20 Kaczmarczyk, 21 Skobel,        All. Dariusz Maciejewski
Campionato europeo femminile di pallacanestro 20154 McBride, 5 Owczarzak, 6 Pawlak, 8 Żurowska, 10 Krężel, 11 Międzik, 12 Misiuk, 13 Kobryn, 14 Jujka, 15 Leciejewska, 21 Skobel, 22 Koc,        All. Jacek Winnicki

## Commissari tecnici
- 1950  Walenty Kłyszejko
- 1952-1957  Florian Grzechowiak
- 1958  Jerzy Groyecki
- 1959-1960  Florian Grzechowiak
- 1960-1962  Janusz Patrzykont
- 1963-1967  Ludwik Miętta-Mikołajewicz
- 1968-1971  Andrzej Pstrokoński
- 1972  Wincenty Wawro
- 1973-1978  Zygmunt Olesiewicz
- 1979-1989  Ludwik Miętta-Mikołajewicz
- 1989-1996  Tadeusz Huciński
- 1996-2004  Tomasz Herkt
- 2004-2006  Arkadiusz Koniecki
- 2006-2009  Krzysztof Koziorowicz
- 2009-2011  Dariusz Maciejewski
- 2012-2015  Jacek Winnicki
- 2015-2017  Teodor Mollow
- 2017-2019  Arkadiusz Rusin
- 2019-2023 Maroš Kováčik
- 2023-      Karol Kowalewski

## Nazionali giovanili
- Selezioni giovanili della nazionale di pallacanestro femminile della Polonia